# Kisaura aurascens
Kisaura aurascens là một loài Trichoptera trong họ Philopotamidae. Chúng phân bố ở miền Cổ bắc.